# Dubravica
Dubravica je vesnice a správní středisko stejnojmenné opčiny v Chorvatsku v Záhřebské župě, těsně u hranice se Slovinskem. Nachází se asi 12 km severozápadně od Zaprešiće, 12 km jihozápadně od Klanjece a asi 31 km severozápadně od centra Záhřebu. V roce 2011 žilo v Dubravici 123 obyvatel, v celé opčině pak 1 437 obyvatel. Ačkoliv je střediskem opčiny vesnice Dubravica, je až šestou největší vesnicí, největší vesnicí v opčině je Bobovec Rozganski.
Součástí opčiny je celkem 10 trvale obydlených vesnic.
- Bobovec Rozganski – 405 obyvatel
- Donji Čemehovec – 38 obyvatel
- Dubravica – 123 obyvatel
- Kraj Gornji – 170 obyvatel
- Lugarski Breg – 82 obyvatel
- Lukavec Sutlanski – 133 obyvatel
- Pologi – 103 obyvatel
- Prosinec – 94 obyvatel
- Rozga – 134 obyvatel
- Vučilčevo – 155 obyvatel

Opčinou procházejí silnice 2186 a 3005.